# Brouck
Brouck település Franciaországban, Moselle megyében. Lakosainak száma 81 fő (2022. január 1.). Brouck Bannay, Bionville-sur-Nied, Helstroff, Marange-Zondrange, Momerstroff, Narbéfontaine és Varize községekkel határos.

## Népesség
A település népességének változása:
| Lakosok száma | 52   | 59   | 78   | 68   | 94   | 87   | 84   | 85   | 83   | 81   |
|               | 1968 | 1982 | 1990 | 2006 | 2013 | 2015 | 2017 | 2019 | 2020 | 2022 |